# The Crystals (meidengroep)
The Crystals is een Amerikaanse meidengroep uit New York. Ze worden beschouwd als een van de belangrijkste meidengroepen van de eerste helft van de jaren 60. Ze hadden hits als There's no other (like my baby), Uptown, He's sure the boy I love, He's a rebel, Da doo ron ron (when he walked me home) en Then he kissed me, die allen werden geproduceerd door Phil Spector.

## Geschiedenis

### Eerste succes
Begin jaren 60 vormden Barbara Alston, Mary Thomas, Dolores "Dee Dee" Kenniebrew, Myrna Giraud en Patricia "Patsy" Wright The Crystals, met behulp van Benny Wells, een oom van Alston. Al snel tekende de groep een contract op Philles Records, het platenlabel van Phil Spector. In november 1961 bracht de groep hun eerste single uit. There's no other (like my baby) was een door gospel beïnvloed nummer, dat werd geschreven door Spector en diens compagnon Lester Sill. In het nummer zong Alston leadzang. Het nummer bereikte de 20e plaats van de Billboard Hot 100. De tweede single was Uptown, dat voor de groep werd geschreven door Barry Mann en Cynthia Weil. Na het succes van deze single werd Giraud, die zwanger was geraakt, vervangen door Dolores "LaLa" Brooks. Hierna volgde de single He hit me (and it felt like a kiss). Deze single, geschreven door Carole King en Gerry Goffin, werd, door het omstreden onderwerp, slechts een bescheiden hit. Deze single werd gevolgd door het album Twist uptown.

### Darlene Love
Na het floppen van de derde single nam Spector enkele nummers op met Darlene Love en haar backingband The Blossoms, die hij uitbracht onder de naam The Crystals. Het eerste nummer uit deze sessie die Spector uitbracht was He's a rebel, dat werd geschreven door Gene Pitney. De single bereikte de eerste plaats van de Billboard Hot 100. De tweede single werd He's sure the boy I love, wederom van de hand van Mann en Weil, dat de 11e plaats bereikte. Hierna bracht Spector, om een breuk met Sill te forceren, het oncommerciële Let's dance the screw uit. Dat zowel op de A-kant, in een versie van vijf minuten, als op de B-kant, in een tragere versie van acht minuten, van de single kwam te staan. Hoewel de plaat onder de naam The Crystals werd uitgebracht, is het niet duidelijk of The Crystals, Darlene Love of een andere zangeres de leadzang verzorgde. Sill trok de single terug uit de winkels en verbrak zijn samenwerking met Spector, die hierna weer aan het werk ging met de originele Crystals. In februari 1963 verscheen He's a rebel, het tweede album van The Crystals. Dit album bevatte negen nummers van het debuutalbum Twist uptown, aangevuld met drie nummers gezongen door Darlene Love.

### Terug naar de originele bezetting
In 1963 kwam de groep, met uitzondering van Thomas, weer bijeen in de studio van Spector. Alston, die bekendstond om haar plankenkoorts, deed een stapje terug, waarna Dolores "LaLa" Brooks voortaan de leadzang op zich nam. De eerste singles waarop Brooks als leadzangeres te horen was, waren Da doo ron ron en Then he kissed me, die beide werden geschreven door Spector met Jeff Barry en Elle Greenwich. Beide singles bereikten de top 10 van de Billboard Hot 100 en er verscheen een eerste verzamelalbum van de groep. Hierna nam Dolores "LaLa" Brooks drie kerstnummers op voor het album A Christmas gift for you from Phil Spector, die op het album, waarop Darlene Love als solozangeres te horen was, gepresenteerd werden onder de naam The Crystals.

### Einde van de band
Begin 1964 ging de band op tournee door Europa en bracht de band nog twee singles uit van de hand van Spector, Barry en Greenwich, Little boy en All grown up. Beide singles wisten geen indruk te maken. In hetzelfde jaar kwam het tot een breuk met Spector, omdat de band vond dat Spector te veel macht had over het repertoire en dacht dat Spector royalty's achterhield. Spector zelf focuste zich ondertussen steeds meer op The Ronettes, waarin zijn latere vrouw Ronnie Spector zat. Kort hierna verliet Wright de groep. Zij werd vervangen door Frances Collins, die eerder als danseres actief was bij de band. Eind 1964 verliet ten slotte oud-leadzangeres Alston de band, waardoor de band werd gereduceerd tot een trio. In 1965 bracht de band nog twee singles uit bij United Artists, die beide flopten. De laatste van de twee, I got a man, werd al opgenomen onder de naam "The Crystals featuring La La Brooks". Kort hierna verliet Brooks de band, om een solocarrière te beginnen. Dit betekende effectief het einde van de band.
In 1967 kwam Kenniebrew weer in contact met Alston, die bezig was met het opnemen van enkele nummers. De producer stelde voor dat de twee samen een nummer zouden opnemen. Het tweetal besloot hiervoor ook Mary Thomas te vragen, waardoor 3 van de 5 originele leden weer bij elkaar kwamen. Ze namen de nummers Ring-a-ting-a-ling en Should I keep on waiting op, die dat jaar onder de naam The Crystals op single verschenen. De nummers bereikten de hitlijsten niet en de band ging wederom uit elkaar.
In 1971 kwamen The Crystals weer bij elkaar en momenteel toert de band nog steeds. Dee Dee Kenniebrew is echter het enige overgebleven originele lid.

## Discografie

### Singles
| Single met eventuele hitnotering(en) in de Nederlandse Top 40 | Datum van verschijnen | Datum van binnenkomst | Hoogste positie | Aantal weken | Opmerkingen                             |
| ------------------------------------------------------------- | --------------------- | --------------------- | --------------- | ------------ | --------------------------------------- |
| There's no other (like my baby)                               | augustus 1961         | -                     | -               | -            | leadzang Barbara Alston                 |
| Uptown                                                        | februari 1962         | -                     | -               | -            | leadzang Barbara Alston                 |
| He hit me (and it felt like a kiss)                           | 6 juli 1962           | -                     | -               | -            | leadzang Barbara Alston                 |
| He's a rebel                                                  | 14 augustus 1962      | -                     | -               | -            | leadzang Darlene Love                   |
| He's sure the boy I love                                      | december 1962         | -                     | -               | -            | leadzang Darlene Love                   |
| (Let's dance) The screw                                       | 30 januari 1963       | -                     | -               | -            | teruggetrokken single                   |
| Da doo ron ron (when he walked me home)                       | april 1963            | -                     | -               | -            | leadvocals Dolores "LaLa" Brooks        |
| Then he kissed me                                             | augustus 1963         | -                     | -               | -            | leadvocals Dolores "LaLa" Brooks        |
| Little boy                                                    | januari 1964          | -                     | -               | -            | leadvocals Dolores "LaLa" Brooks        |
| All grown up                                                  | juli 1964             | -                     | -               | -            | leadvocals Dolores "LaLa" Brooks        |
| My place                                                      | september 1965        | -                     | -               | -            | leadvocals Dolores "LaLa" Brooks        |
| You can't tie a good girl down                                | september 1965        | -                     | -               | -            | leadvocals Dolores "LaLa" Brooks        |
| I got a man                                                   | februari 1966         | -                     | -               | -            | als The Crystals featuring La La Brooks |
| Ring-a-ting-a-ling                                            | 1967                  | -                     | -               | -            |                                         |

### Albums
| Single met eventuele hitnotering(en) in de Nederlandse Top 40 | Datum van verschijnen | Datum van binnenkomst | Hoogste positie | Aantal weken | Opmerkingen                                                              |
| ------------------------------------------------------------- | --------------------- | --------------------- | --------------- | ------------ | ------------------------------------------------------------------------ |
| Twist uptown                                                  | augustus 1962         | -                     | -               | -            |                                                                          |
| He's a rebel                                                  | februari 1963         | -                     | -               | -            | dit album bevat 9 nummer van Twist uptown aangevuld met 3 nieuwe nummers |
| The Crystals sing the greatest hits volume 1                  | 1963                  | -                     | -               | -            | verzamelalbum                                                            |
| One fine day                                                  | 2004                  | -                     | -               | -            | opnieuw opgenomen nummers                                                |
| All class                                                     | ?                     | -                     | -               | -            | heruitgave van One fine day                                              |

### NPO Radio 2 Top 2000
| Nummer met noteringen in de NPO Radio 2 Top 2000 | '99  | '00  | '01  |
| ------------------------------------------------ | ---- | ---- | ---- |
| Da Doo Ron Ron                                   | 1834 | 1928 | 1996 |

1. ↑  Een vetgedrukt getal geeft de hoogste notering aan.
2. ↑  Deze tabel is bijgewerkt tot en met de laatste editie (2024).